# Hamza Al-Dararadreh
Hamza Ali Khaled Al-Dararadreh (ur. 12 maja 1991 w Ar-Ramsa) – jordański piłkarz, grający na pozycji napastnika w klubie Al-Hussein Irbid oraz reprezentacji Jordanii. Srebrny medalista Pucharu Azji 2023.

## Kariera klubowa
Hamza Al-Dararadreh rozpoczął karierę w 2007 w klubie Al-Ramtha SC. Po krótkim epizodzie w Shabab Al-Ordon Club, w latach 2009–2015 ponownie był zawodnikiem Al Ramthy. W sezonie 2012-2013 był z niego wypożyczony do Najran SC, a w sezonie 2014/2015 do Khaleej FC. Następnie grał w Al-Faisaly FC, Al-Kuwait Kaifan i w Al-Ramtha SC. W 2017 przeszedł do Al-Wehdat Amman. Potem powrócił do Al-Ramtha. W 2023 został zawodnikiem Al-Hussein Irbid.

## Kariera reprezentacyjna
W reprezentacji Jordanii Al-Dararadreh zadebiutował 2 stycznia 2011 w zremisowanym 2:2 towarzyskim meczu z Uzbekistanem. Został powołany na Puchar Azji 2011 i 2015. Znalazł się także w kadrze Jordanii na Puchar Azji 2023, gdzie drużyna zdobyła srebrny medal.